# Ameriški Hrvati
Ameriški Hrvati, ali Hrvaški Američani, (hrvaško: Američki Hrvati) so Američani, ki imajo polno ali delno hrvaško poreklo. Leta 2012 je v ZDA po revidiranem popisu prebivalstva ZDA živelo 414.714 ameriških državljanov Hrvaške ali hrvaškega porekla. Številka vključuje vse ljudi, povezanih z ZDA, ki trdijo, da imajo hrvaško poreklo, tako rojene v državi kot naturalizirane državljane, kot tudi tiste z dvojnim državljanstvom, ki so povezani z obema državama ali kulturama.
Hrvaški Američani so tesno povezani z drugimi evropskimi ameriškimi etničnimi skupinami, zlasti s slovanskimi Američani in so pretežno rimskokatoliške vere. Regije s številnim hrvaško-ameriškim prebivalstvom vključujejo metropolitanska območja Chicago, Cleveland, New York, Južno Kalifornijo in še posebej Pittsburg, sedež hrvaške bratske zveze, bratske družbe hrvaške diaspore. Hrvaški državni urad za Hrvate v zamejstvu in po svetu je ocenil, da v ZDA živi do 1,2 milijona Hrvatov in njihovih potomcev.